# Prix Reynolds
Prix Reynolds är ett montélopp för sex-tioåriga hingstar, valacker och ston som äger rum i november på Hippodrome de Vincennes i Paris i Frankrike. Det är ett Grupp 2-lopp, man måste minst ha sprungit in 160 000 euro för att få starta.
Loppet rids över 2175 meter på stora banan på Vincennes, med voltstart. Den samlade prissumman är 120 000 euro, och 54 000 euro i första pris.

## Vinnare
| År   | Häst               | Efter            | Kusk               | Tränare              | Tid    |
| ---- | ------------------ | ---------------- | ------------------ | -------------------- | ------ |
| 2023 | Fulton             | Royal Dream      | Damien Bonne       | Jean-Michel Bazire   | 1'10"0 |
| 2023 | Gigolo Lover       | Royal Lover      | Alexandre Abrivard | Jean-Michel Bazire   | 1'10"9 |
| 2022 | Dynasty Péji       | Prodigious       | Damien Bonne       | Damien Bonne         | 1'10"4 |
| 2021 | Mindyourvalue W.F. | Hövding Lavec    | Éric Raffin        | Robert Bergh         | 1'10"2 |
| 2020 | Boss du Meleuc     | Lucky Blue       | Alexandre Abrivard | Yannick Alain Briand | 1'10"8 |
| 2019 | Vertige de Chenu   | Lynx de Bellouet | Éric Raffin        | Jean-Michel Baudouin | 1'11"3 |
| 2018 | Vrai Voyou         | Gazouillis       | Adrien Lamy        | Pierre Emmanuel Mary | 1'11"2 |
| 2017 | Ulka des Champs    | Offshore Dream   | Matthieu Abrivard  | Gilles Curens        | 1'11"7 |
| 2016 | Scarlet Turgot     | Dahir de Prelong | Alexandre Abrivard | Yannick Alain Briand | 1'12"6 |
| 2015 | Uppercut de Manche | Neutron du Cebe  | Damien Bonne       | Thierry Raffegeau    | 1'11"2 |
| 2014 | Uppercut de Manche | Neutron du Cebe  | Damien Bonne       | Thierry Raffegeau    | 1'11"3 |
| 2013 | Roxane Griff       | Ténor de Baune   | Éric Raffin        | Sébastien Guarato    | 1'11"3 |
| 2012 | Rapide Lebel       | Ginger Somolli   | Éric Raffin        | Sébastien Guarato    | 1'10"8 |
| 2011 | Picsou de Villabon | Speed Clayettois | Ludovic Mollard    | Patrick Labrousse    | 1'11"4 |
| 2010 | Commander Crowe    | Juliano Star     | Matthieu Abrivard  | Fabrice Souloy       | 1'11"4 |